# USS Tripoli (LPH-10)
El USS Tripoli (LPH-10), fue un buque de asalto anfibio de la clase Iwo Jima, perteneció a la Armada de Estados Unidos. Fue el segundo buque en portar este nombre en honor a la batalla del puerto de Trípoli, ocurrida durante las Guerras Berberiscas. 

## Historial operativo

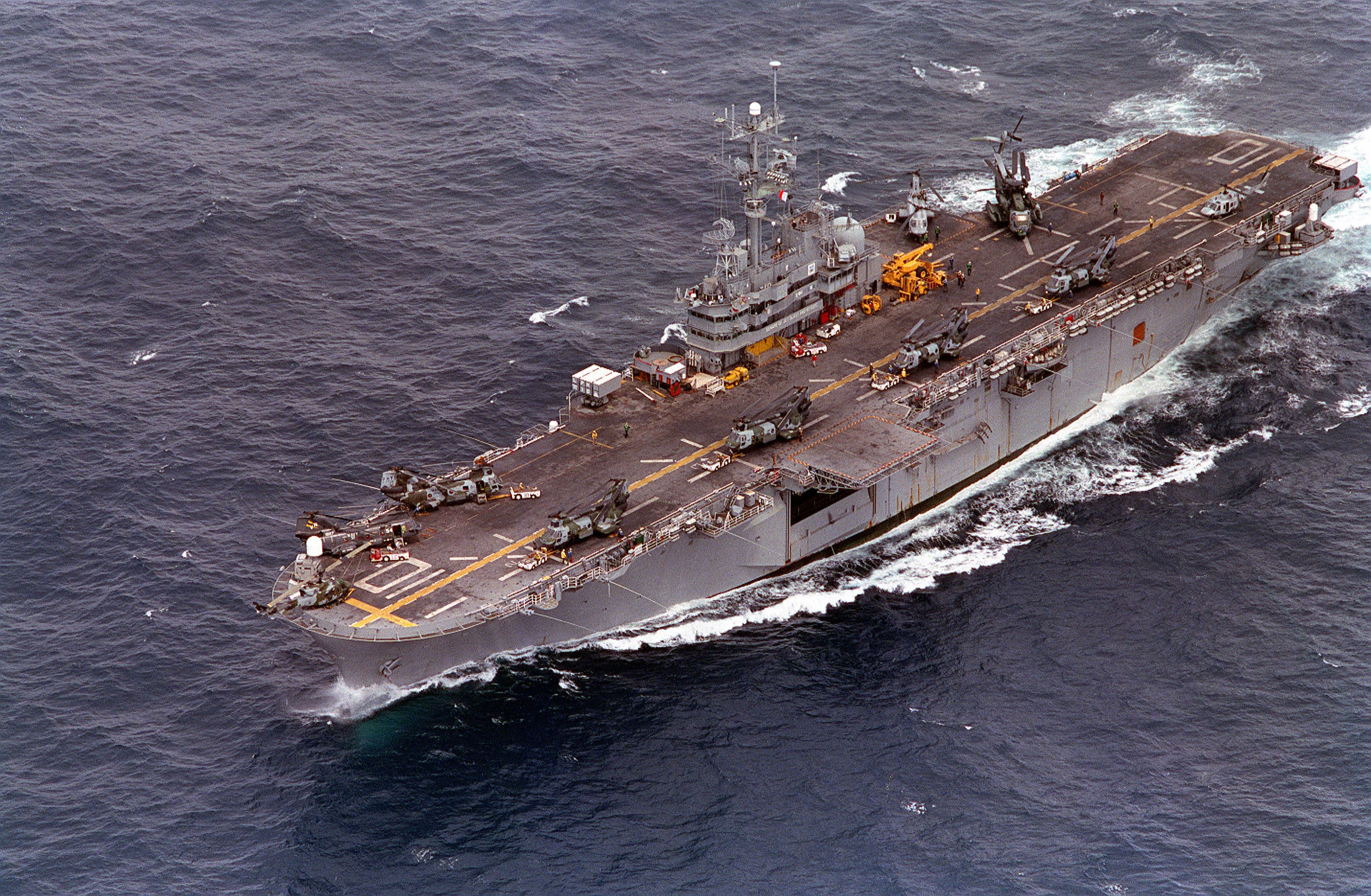
USS Tripoli navegando en el año 1993.

Fue puesto en grada en los astilleros Philadelphia Naval Shipyard, Filadelfia, Pensilvania el 15 de junio de 1964 y botado el 31 de julio de 1965, siendo al madrina del acto la Sra. Jane Cates, esposa del general Clifton B. Cates ex Comandante del Cuerpo de Marines. Entró en servicio el 6 de agosto de 1966 y su primer Comandante fue el capitán Henry Suerstedt , Jr.
Fue dado de baja del registro naval de buques el 15 de septiembre de 1995 y transferido a la custodia del Ejército estadounidense el 27 de junio de 1997. Algunas de las funciones del USS Trípoli han sido las de servir como una plataforma de lanzamiento con el programa de defensa contra misiles balísticos. En 2015 fue pasado a la flota de reserva y en 2018 fue desguazado.